# Bulgaars basketbalteam (mannen)
Het Bulgaars nationaal basketbalteam is een team van basketballers dat Bulgarije vertegenwoordigt in internationale wedstrijden. De beste prestatie van het land in een internationaal toernooi was de tweede plaats tijdens Eurobasket 1957. De eerste officiële wedstrijd van Bulgarije was tegen het Italiaans nationaal basketbalteam tijdens Eurobasket 1935. De Bulgaren verloren destijds met 42-23 van de Italianen. Uiteindelijk zou Bulgarije achtste worden. 
Het land was voornamelijk in de jaren vijftig en jaren zestig succesvol. Sinds de jaren tachtig kwalificeren de Bulgaren zich sporadisch voor de Eurobasket en helemaal niet voor het Wereldkampioenschap basketbal en de Olympische Zomerspelen.

## Bulgarije tijdens internationale toernooien
| Jaar | Olympische Spelen | Wereldkampioenschap | EuroBasket    |
| ---- | ----------------- | ------------------- | ------------- |
| 1935 |                   |                     | 8e EK 1935    |
| 1936 | geen deelname     |                     |               |
| 1937 |                   |                     | geen deelname |
| 1939 |                   |                     | geen deelname |
| 1946 |                   |                     | geen deelname |
| 1947 |                   |                     | 8e EK 1947    |
| 1948 | geen deelname     |                     |               |
| 1949 |                   |                     | geen deelname |
| 1950 |                   | geen deelname       |               |
| 1951 |                   |                     | 4e EK 1951    |
| 1952 | 7e OS 1952        |                     |               |
| 1953 |                   |                     | 9e EK 1953    |
| 1954 |                   | geen deelname       |               |
| 1955 |                   |                     | 4e EK 1955    |
| 1956 | 5e OS 1956        |                     |               |
| 1957 |                   |                     | EK 1957       |
| 1959 |                   | geen deelname       | 5e EK 1959    |
| 1960 | 16e OS 1960       |                     |               |
| 1961 |                   |                     | EK 1961       |
| 1963 |                   | geen deelname       | 5e EK 1963    |
| 1964 | geen deelname     |                     |               |
| 1965 |                   |                     | 5e EK 1965    |
| 1967 |                   | geen deelname       | 4e EK 1967    |
| 1968 | 10e OS 1968       |                     |               |
| 1969 |                   |                     | 7e EK 1969    |
| 1970 |                   | geen deelname       |               |
| 1971 |                   |                     | 6e EK 1971    |
| 1972 | geen deelname     |                     |               |
| 1973 |                   |                     | 6e EK 1973    |
| 1974 |                   | geen deelname       |               |
| 1975 |                   |                     | 5e EK 1975    |
| 1976 | geen deelname     |                     |               |
| 1977 |                   |                     | 6e EK 1977    |
| 1978 |                   | geen deelname       |               |
| 1979 |                   |                     | 11e EK 1979   |
| 1980 | geen deelname     |                     |               |
| 1981 |                   |                     | geen deelname |
| 1982 |                   | geen deelname       |               |
| 1983 |                   |                     | geen deelname |
| 1984 | geen deelname     |                     |               |
| 1985 |                   |                     | 8e EK 1985    |
| 1986 |                   | geen deelname       |               |
| 1987 |                   |                     | geen deelname |
| 1988 | geen deelname     |                     |               |
| 1989 |                   |                     | 7e EK 1989    |
| 1990 |                   | geen deelname       |               |
| 1991 |                   |                     | 8e EK 1991    |
| 1992 | geen deelname     |                     |               |
| 1993 |                   |                     | 16e EK 1993   |
| 1994 |                   | geen deelname       |               |
| 1995 |                   |                     | geen deelname |
| 1996 | geen deelname     |                     |               |
| 1997 |                   |                     | geen deelname |
| 1998 |                   | geen deelname       |               |
| 1999 |                   |                     | geen deelname |
| 2000 | geen deelname     |                     |               |
| 2001 |                   |                     | geen deelname |
| 2002 |                   | geen deelname       |               |
| 2003 |                   |                     | geen deelname |
| 2004 | geen deelname     |                     |               |
| 2005 |                   |                     | 13e EK 2005   |
| 2006 |                   | geen deelname       |               |
| 2007 |                   |                     | geen deelname |
| 2008 | geen deelname     |                     |               |
| 2009 |                   |                     | 13e EK 2009   |
| 2010 |                   | geen deelname       |               |
| 2011 |                   |                     | 13e EK 2011   |
| 2012 | geen deelname     |                     |               |
| 2013 |                   |                     | geen deelname |
| 2014 |                   | geen deelname       |               |
| 2015 |                   |                     | geen deelname |
| 2016 | geen deelname     |                     |               |
| 2017 |                   |                     | geen deelname |
| 2019 |                   | geen deelname       |               |
| 2020 | geen deelname     |                     |               |
| 2022 |                   |                     | 20e EK 2022   |
| 2023 |                   | geen deelname       |               |
| 2024 | geen deelname     |                     |               |